# Shoshana Bean
Shoshana Elise Bean (Olympia, 1º settembre 1977) è un'attrice e cantante statunitense, nota soprattutto come interprete di musical a Broadway.

## Biografia
Shoshana Bean è nata in una famiglia ebraica a Olympia, figlia unica di Jeff Bean e Felice Moskowitz. Ha studiato teatro e canto all'Università e Conservatorio di Cincinnati, diplomandosi nel 1999.
Nel 2000 ha fatto il suo debutto sulle scene nel musical Godspell nell'Off Broadway e due anni dopo ha esordito a Broadway nel cast originale di Hairspray, in cui ricopriva il ruolo minore di Shelley ed era la sostituta per il ruolo della protagonista. Dal 2005 al 2006 ha interpretato Elphaba in Wicked a Broadway, prima come sostituta di Idina Menzel e poi come protagonista; successivamente è tornata ad interpretare la parte nella tournée statunitense del musical.
Successivamente ha recitato come protagonista in diversi musical in Nevada, Illinois e California, mentre nel 2019 è tornata a Broadway per interpretare la protagonista Jenna nel musical di Sara Bareilles Waitress. Nel 2022 ha recitato nuovamente a Broadway in Mr. Saturday Night e per la sua interpretazione ha ricevuto una candidatura al Tony Award alla miglior attrice non protagonista in un musical e al Grammy Award al miglior album di un musical teatrale. Nel 2024 ha interpretato Jersey in Hell's Kitchen a Broadway, ricevendo una secondo candidatura al Tony Award, questa volta come miglior attrice non protagonista in un musical e vincendo il Grammy Award per l'incisione discografica dello show.

## Teatro
- Gospell di Stephen Schwartz e John-Michael Tebelak. Saint Peter's Church dell'Off-Broadway (2000)
- Leader of the Pack di Anne Beatts e Ellie Greenwich. Tournée statunitense (2001)
- Hairspray di Marc Shaiman, Scott Wittman, Mark O'Donnell e Thomas Meehan. Neil Simon Theatre di Broadway (2002)
- Wicked di Stephen Schwartz e Winnie Holzman. Gershwin Theatre di Broadway (2004), tour statunitense (2006)
- Peepshow di Jerry Mitchell. Planet Hollywood Las Vegas di Paradise (2009)
- Beaches di Rainer Dart, Thom Thomas e David Austin. Drury Lane Theatre di Chicago (2015)
- Funny Girl di Isobel Lennart, Bob Merrill e Jule Styne. North Shore Music Theatre di Beverly (2017)
- Songs for a New World di Jason Robert Brown. New York City Center di New York (2018)
- Waitress di Sara Bareilles e Jessie Nelson. Brooks Atkinson Theatre di Broadway (2019)
- Mr. Saturday Night di Jason Robert Brown, Amanda Green, Billy Crystal, Lowell Ganz e Babaloo Mandel. Nederlander Theatre di Broadway (2022)
- Hell's Kitchen di Kristoffer Diaz e Alicia Keys. Shubert Theatre di Broadway (2024)

## Filmografia (parziale)

### Cinema
- Bill & Ted Face the Music, regia di Peter Hewitt (2020)

### Televisione
- Bloodline - serie TV, 3x7 (2017)

## Discografia

### LP
- 2008: Superhero (Shotime Records)
- 2013: O' Farrell Street (Shotime Records)
- 2018: Spectrum (Shotime Records)

### EP
- 2014: Shadows to Light - EP (Shotime Records)
- 2020: Selah - EP

### Singoli
- 2011: "A Little Hope" (Billy-Boo)
- 2012: "O Holy Night" (Shotime Records)
- 2012: "Runnin' Out Of Days" (Shotime Records)
- 2013: "Skywriter" (Shotime Records)
- 2014: "Runaway Train" (Shotime Records)
- 2015: "Jealous" (Shotime Records)
- 2015: "Have Yourself a Merry Little Christmas" (Shotime Records)
- 2017: "One Way to Go" (Shotime Records)

### Colonne sonore
- 2001: Godspell – Off-Broadway Revival Cast Recording
- 2002: Hairspray – Original Broadway Cast Recording
- 2007: Hairspray – Original Motion Picture Soundtrack (New Line Records)
- 2008: Enchanted – Original Motion Picture Soundtrack (Walt Disney Records)
- 2015: Are You Joking?, "Ain't Life Funny" – Original Motion Picture Soundtrack (Barb & Associates Records)
- 2018: Songs for a New World - 2018 New York City Center Encores! Cast Recording
- 2024: Hell's Kitchen – Original Broadway Cast Recording